# Motmot cridaner
El motmot cridaner (Momotus subrufescens) és una espècie d'ocell de la família dels momòtids (Momotidae) que habita els boscos de l'est de Panamà, nord de Colòmbia i nord de Veneçuela.